# Lập hạ
Lập hạ (tiếng Hán: 立夏; bính âm: ‘‘lìxià’’) là một trong 24 tiết khí của các lịch Trung Quốc, Việt Nam, Nhật Bản, Triều Tiên. Nó thường bắt đầu vào khoảng ngày 5 hay 6 tháng 5 dương lịch, khi Mặt Trời ở xích kinh 45° (kinh độ Mặt Trời bằng 45°). Đây là một khái niệm trong công tác lập lịch của các nước Đông Á chịu ảnh hưởng của nền văn hóa Trung Quốc cổ đại. Ý nghĩa của tiết khí này, đối với vùng Trung Hoa cổ đại, là Bắt đầu mùa hè.
Theo quy ước, tiết lập hạ là khoảng thời gian bắt đầu từ khoảng ngày 5 hay 6 tháng 5 khi kết thúc tiết cốc vũ và kết thúc vào khoảng ngày 21 hay 22 tháng 5 trong lịch Gregory theo các múi giờ Đông Á khi tiết tiểu mãn bắt đầu.
Lịch Trung Quốc, cũng như lịch ở các nước Đông Á cổ đại bao gồm Việt Nam, bị nhiều người lầm là âm lịch thuần túy, dẫn đến ngộ nhận về việc tiết khí nói chung và lập hạ nói riêng được tính theo chu kỳ của Mặt Trăng quay xung quanh Trái Đất. Trên thực tế lịch Trung Quốc cổ đại là một loại âm dương lịch, trong đó tiết khí, từ thời Hán Vũ Đế, đã được tính theo vị trí của Trái Đất trong chu kỳ chuyển động trên quỹ đạo xung quanh Mặt Trời. Theo cách tính hiện đại, với điểm xuân phân là gốc có kinh độ Mặt Trời bằng 0°, thì thời điểm diễn ra tiết lập hạ ứng với kinh độ Mặt Trời bằng 45°. Ngày diễn ra hay bắt đầu tiết lập hạ do vậy được tính theo cách tính của dương lịch hiện đại và nó thông thường rơi vào ngày 5 hay 6 tháng 5 dương lịch tùy theo từng năm. Còn với Nam bán cầu, tiết Lập hạ bắt đầu vào 7 hoặc 8 tháng 11. Tiết khí đứng ngay trước lập hạ là cốc vũ và tiết khí kế tiếp sau là tiểu mãn.

## Từ nguyên
Chữ Hán: 立夏